# ماندولین

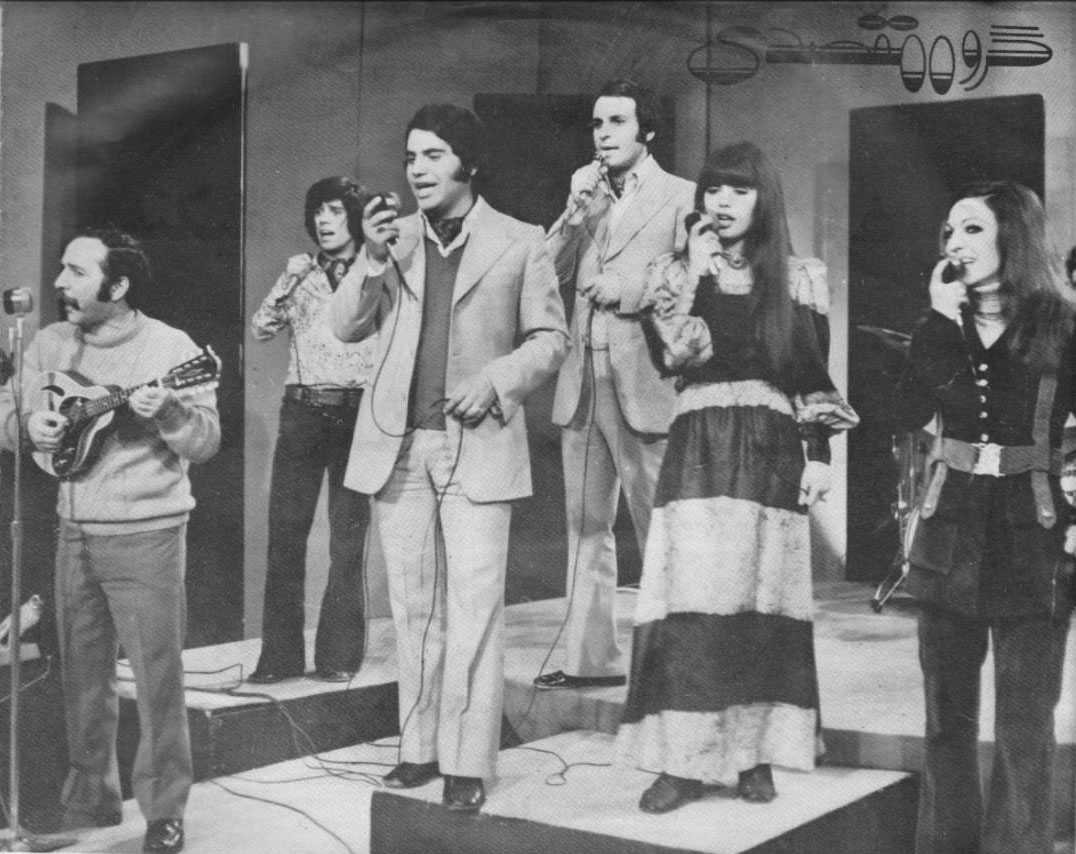
گروه موسیقی پرویز مقصدی. از چپ اونیک (نوازنده ماندولین)، داریوش، کیوان، ماسیس، نلی

ماندولین (به انگلیسی: mandolin، به فرانسوی: mandoline) سازی است کوچک‌تر از گیتار و تا حدی گلابی‌شکل، دارای هشت سیم که دوبه‌دو به هم جفت شده‌اند و چهار زوج سیم تشکیل می‌دهند. رایج‌ترین کوک برای این سیم‌های جفت، فاصلهٔ پنجم درست است.

## تاریخچه
این ساز از خانوادهٔ لوت است و از حدود ۱۶۰۰ به ایتالیا برده شد. ماندولین با مضراب یا زخمه انگشتان نواخته می‌شود. نه فقط قادر به اجرای نت‌های کوتاه جدا است، بلکه سیم‌های زوج آن امکان تعادل بسیار سریع بین دو نت هم فاصله را به وجود می‌آورد به‌طوری‌که افهٔ نسبتاً طویل با نوعی ترمولو منتج می‌گردد. صفحه انگشت‌گذاری آن پرده‌بندی شده‌است.

## ساختمان و صدادهندگی
شکل ماندولین اشک مانند، دایره‌ای یا تخم‌مرغی است و سوراخ صدای آن می‌تواند شبیه F یا دایره‌ای‌شکل باشد، دستهٔ آن پرده‌گذاری شده و قسمت پشتیِ آن یا مسطح یا دایره‌ای‌شکل است.
معمول‌ترین شکل کوک این ساز همانند ویولن از بم به زیر به صورت سُل-رِ-لا-می است. این ساز توانایی تولید صداهای طولانی را که از ویولن تولید می‌شود ندارد، و این مشکل به وسیلهٔ نواختن ترِمولو (همان تکنیکی که در تار و سه‌تار به آن «ریز» گفته می‌شود) برای نواختن آکوردها ونت‌های طولانی حل شده‌است.

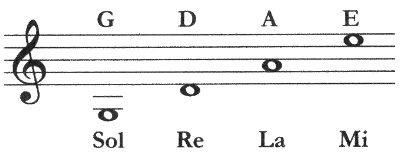
سیم‌های دست باز ماندولین

## آثار عمده برای ماندولین
این ساز گاهی در ارکسترهای اپرایی به کار رفته‌است؛ مانند اپرای اُتِلو اثر جوزپه وردی. آنتونیو ویوالدی یک کنسرتو برای یک ماندولین (کنسرتو در ر ماژور اُپوس ۶ شمارهٔ ۳) و دو کنسرتو برای دو ماندولین ساخته‌است. موتسارت در اپرای دون ژوان از آن استفاده کرده‌است و بتهوون نیز چند سوناتین برای آن نوشته‌است. نیکولو پاگانینی هم چند سرناد برای این ساز با همراهی گیتار ساخته‌است.

## نگارخانه

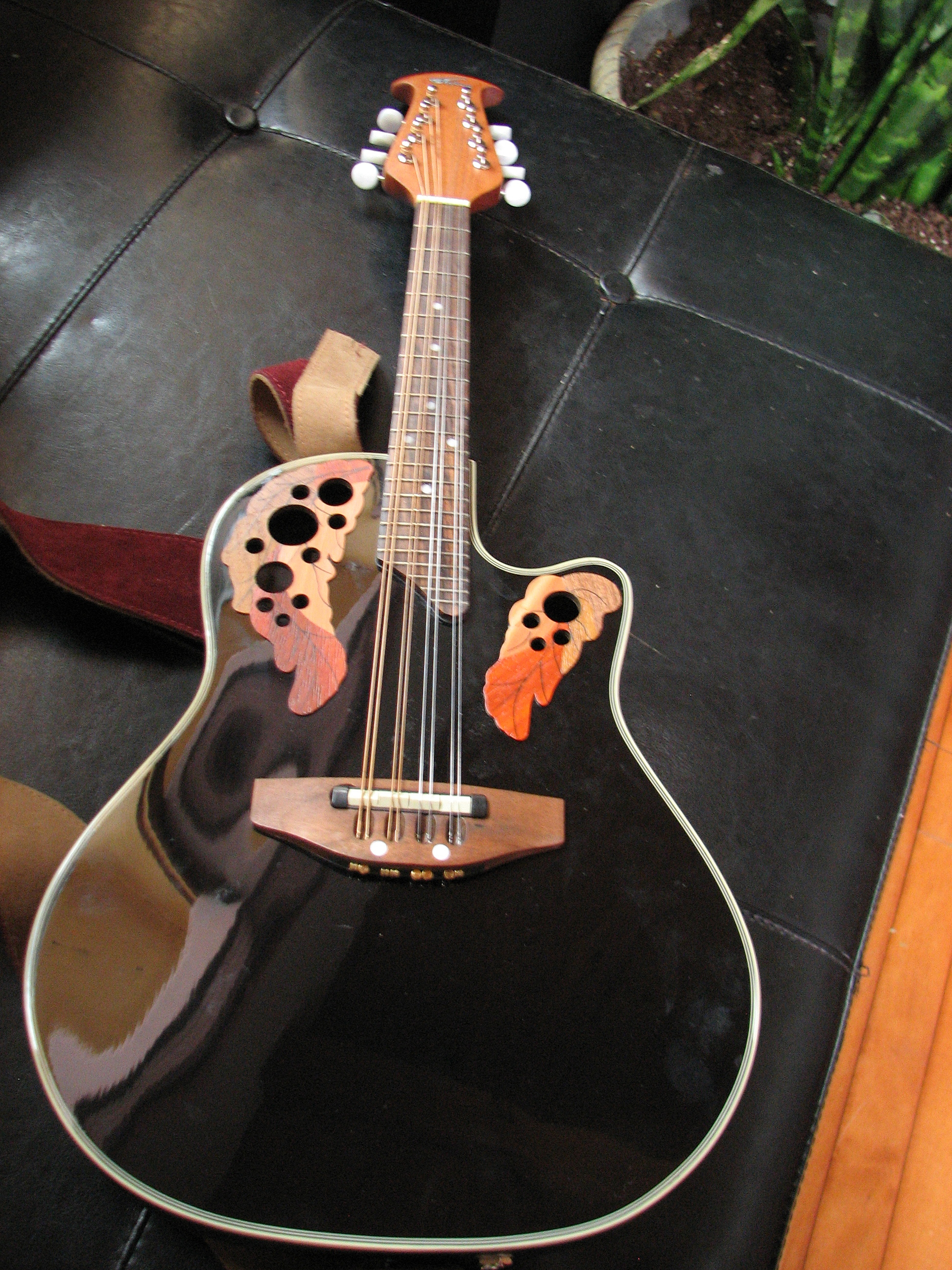
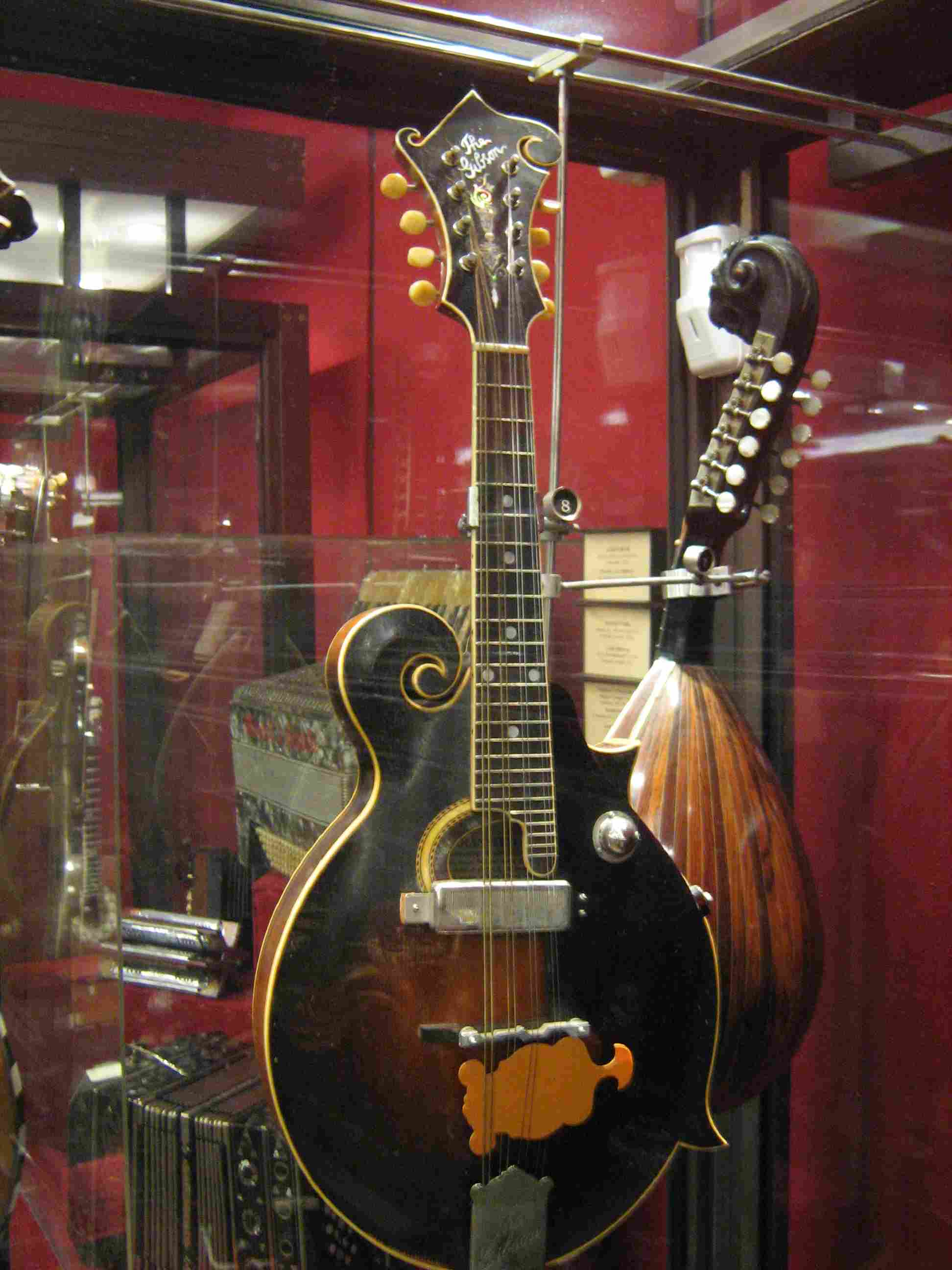
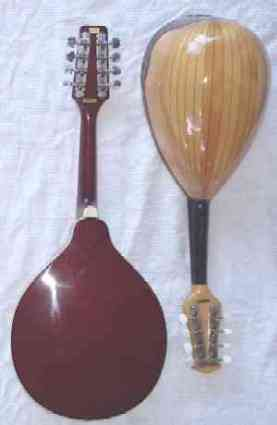
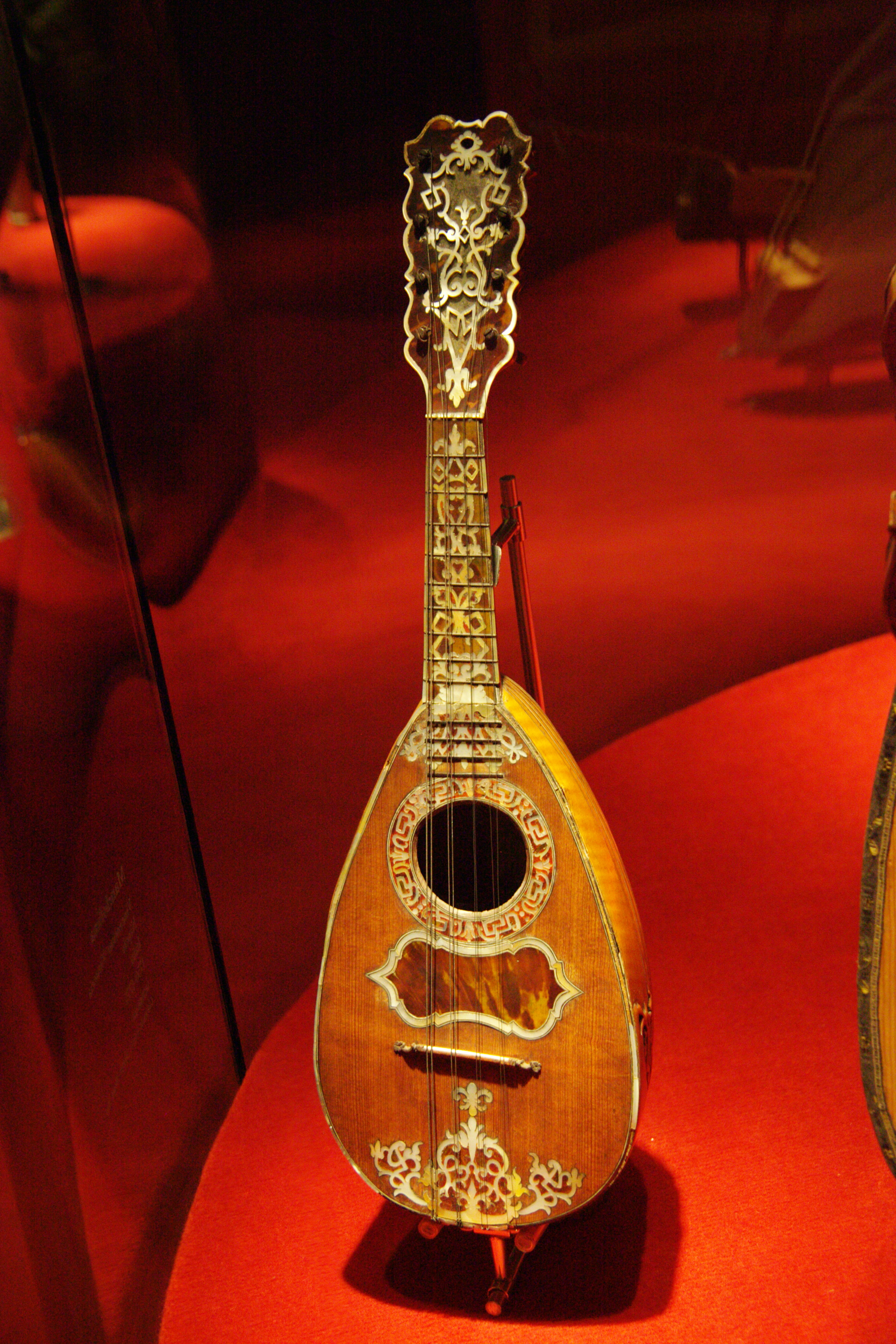
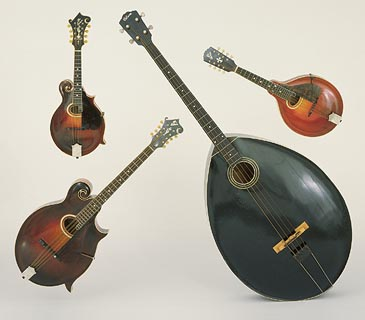
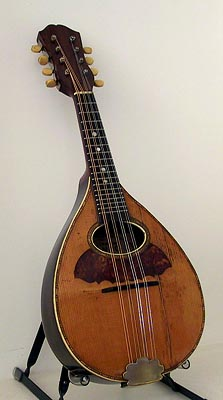
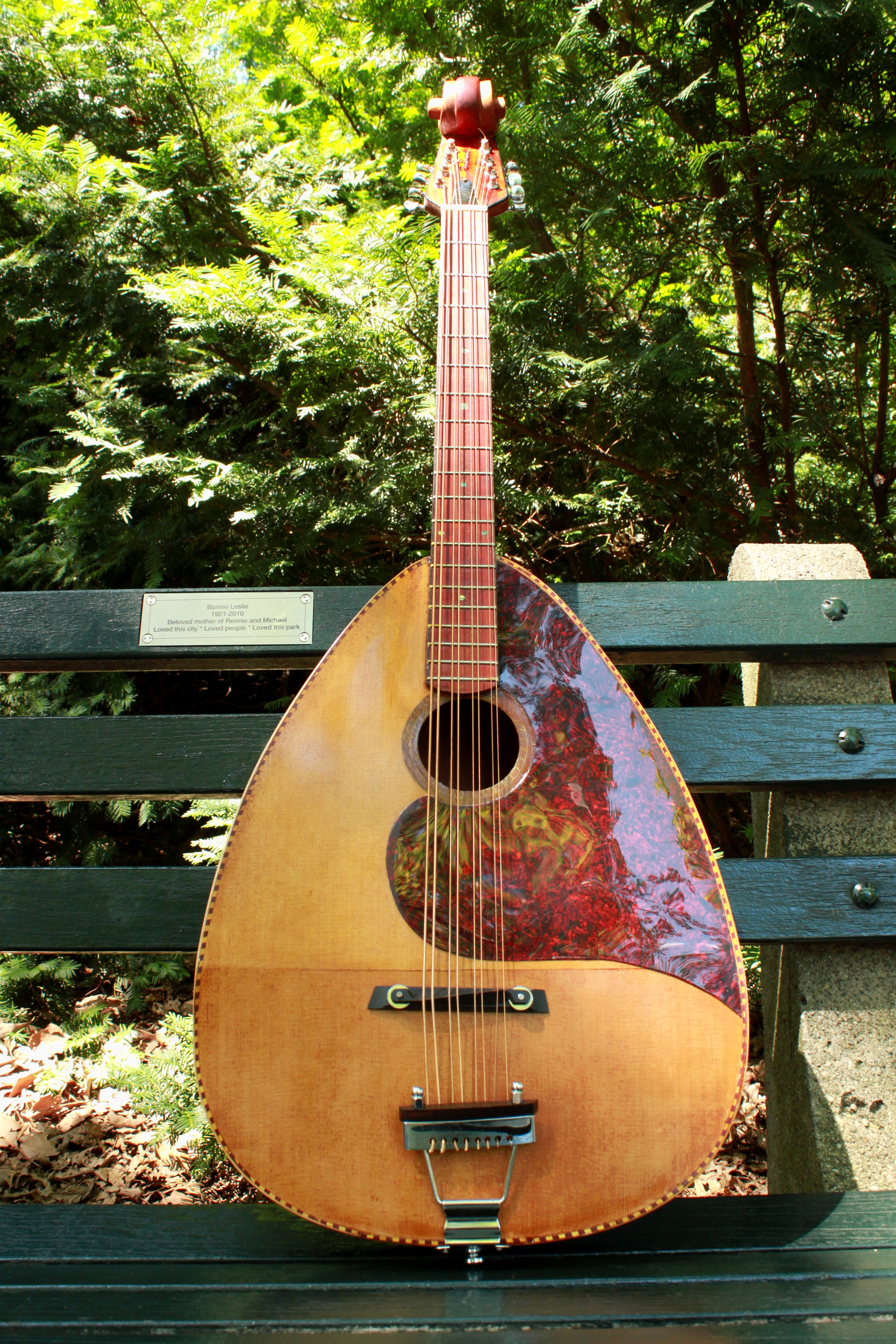